# Izba gospodarcza
Izba gospodarcza – organizacja samorządu gospodarczego zrzeszająca podmioty i osoby prowadzące określoną działalność gospodarczą.

## Dwustronna izba gospodarcza
Dwustronna izba gospodarcza (mixed chamber of commerce) zajmuje się zagadnieniami handlu zagranicznego. Są one organizowane w celu poparcia wymiany towarowej między krajem, w którym izba zostaje utworzona, i krajem, z którym rozwój stosunków ma popierać. Przykładem takiej izby mającej siedzibę w Polsce jest np. Polsko-Niemiecka Izba Przemysłowo-Handlowa. Duże znaczenie bilateralnych izb handlowych dla rozwoju obrotów towarowych powoduje, że liczba ich stale wzrasta i dochodzi nawet w niektórych krajach do kilkudziesięciu.
Oprócz propagowania wymiany handlowej między określonymi krajami, izby bilateralne organizują sądownictwo arbitrażowe, spotkania przedstawicieli władz z przedsiębiorcami, konferencje oraz wizyty handlowe, współpracują z konsulatami i ambasadami, jak również kojarzą kontrahentów (importerów i eksporterów) oraz udzielają informacji o możliwościach prowadzenia handlu za granicą.

## Izby gospodarcze w Polsce
W Polsce izby gospodarcze działają na podstawie ustawy z dnia 30 maja 1989 r. o izbach gospodarczych. Przynależność do nich jest dobrowolna, a izby nie realizują żadnych uprawnień władczych w stosunku do osób w nich zrzeszonych. Tym samym nie zasługują na miano instytucji samorządu gospodarczego, mimo iż tak zostały nazwane przez ustawodawcę.
Celem działania izb jest reprezentacja podmiotów w nich zrzeszonych; w szczególności wobec organów państwowych oraz kształtowanie i rozpowszechnianie zasad etyki działalności gospodarczej.
Sposób tworzenia izb następuje w trzech etapach. Pierwszy to inicjatywa założycieli. Aby inicjatywa taka była ważna wystąpić z nią musi co najmniej 50 podmiotów prowadzących działalność gospodarczą na obszarze działania tworzonej izby, która obejmować ma swoim zasięgiem terytorium jednego województwa. W przypadku gdy podmioty zarejestrowane są na terytorium co najmniej dwóch województw, liczba inicjatorów musi wynosić co najmniej 100. Kolejnym etapem jest uchwalenie statutu. Ostatnim etapem kreowania izby jest zgłoszenie wniosku o rejestrację w Krajowym Rejestrze Sądowym i uzyskanie prawomocnego wpisu. Z jego chwilą izba uzyskuje osobowość prawną i może rozpocząć legalną działalność.
Izby gospodarcze mogą zrzeszać się na zasadach dobrowolności w Krajowej Izbie Gospodarczej, która ma na celu reprezentowanie wspólnych interesów zrzeszonych członków, współpracę z rządem oraz nawiązywanie kontaktów zagranicznych.w I połowie XXI wieku jest ich co najmniej kilkadziesiąt. W pewnym stopniu jest ona koordynatorem ich działalności i przejęła wszelkie sprawy, zobowiązania i majątek powstałej w 1949 Polskiej Izby Handlu Zagranicznego. KIG jest członkiem Europejskiego Stowarzyszenia Izb Handlowych i Przemysłowych.
Nadzór nad izbami gospodarczymi sprawowany jest przez właściwego ministra lub wojewodę. W sytuacji stwierdzenia nieprawidłowości w działalności Izby, niezgodności z prawem lub statutem organ nadzoru występuje do władz Izby o usunięcie nieprawidłowości lub też występuje do sądu rejestrowego z wnioskiem o udzielenie upomnienia, uchylenie niezgodnej z prawem lub statutem uchwały, a nawet rozwiązania izby. Sądem właściwym w takim postępowaniu będzie właściwy miejscowo sąd rejestrowy.
Na terenie Polski działa kilkadziesiąt izb powołanych w celu rozwoju stosunków dwustronnych pomiędzy danymi krajami, w tym:
- Amerykańska Izba Handlowa w Polsce[3]
- Polsko-Amerykańska Izba Gospodarcza
- Polsko-Białoruska Izba Handlowo-Przemysłowa
- Polsko-Chińska Izba Gospodarcza
- Polsko-Czeska Izba Przemysłowo-Handlowa
- Polsko-Dominikańska Izba Gospodarcza[4][5]
- Polsko-Egipska Izba Handlowa
- Polsko-Indyjska Izba Gospodarcza
- Polsko-Łacińsko-Amerykańska Izba Handlowa
- Polsko-Niemiecka Izba Przemysłowo-Handlowa
- Polsko-Rosyjska Izba Handlowo-Przemysłowa
- Polsko-Ukraińska Izba Gospodarcza
- Polsko-Węgierska Izba Handlowa
- Północna Izba Gospodarcza
- Skandynawsko-Polska Izba Gospodarcza